# Borrado
Die Borrado sind heute ausgestorbene nordamerikanische Indianer, die im südwestlichen Texas und im angrenzenden Mexiko lebten. Sie waren eine von mehreren Hundert Ethnien, die zur Stammesgruppe der Coahuiltec gehören und eine gemeinsame Sprache, das Coahuilteco, und eine ähnliche Kultur teilten.

## Name und Wohngebiet
Der Name stammt von den Spaniern und bezieht sich auf ihre streifenförmige Körperbemalung. Es gab zwei indianische Gruppen, die mit diesem Namen bezeichnet wurden. Die eine Gruppe lebte im westlichen Texas, die andere im südlichen Texas und benachbarten Mexiko. Die zweite Gruppe bewohnte im 17. und 18. Jahrhundert ein großes Gebiet, das sich von Saltillo im südöstlichen Coahuila nach Osten über Nuevo León bis nach Tamaulipas ausdehnte. Im späteren 18. Jahrhundert wurden sie im südlichen Texas, besonders an der Küste und im Gebiet des unteren Rio Grande angetroffen. Mehrere Male im Verlauf des 18. Jahrhunderts erscheinen Borrado in den Registern von drei Missionen in San Antonio, in Nuestra Señora de la Purisima Concepción de Acuna, in San José y San Miguel de Aguayo und in San Juan Capistrano.

## Lebensweise und Kultur
Beschreibungen der Lebensweise der Coahuiltec gibt es nur zwei, die aus zwei verschiedenen Jahrhunderten stammen. Die erste ist von Cabeza de Vaca und schildert seine Zeit bei den Mariame im südlichen Texas, bei denen er zwischen 1533 und 1534 18 Monate lang lebte. Die zweite Quelle ist Alonso De Leóns allgemeine Beschreibung der indianischen Gruppen, die er vor 1649 als Soldat in Nuevo León kennenlernte.
In Alonso De Leóns Beschreibung tauchen die Namen verschiedener indianischer Gruppen auf, zum Beispiel Borrado, Pinto, Rayado und Pelone, die alle zu den Jägern und Sammlern gerechnet werden konnten. Die meisten ihrer Siedlungen waren klein und die Standorte wurden häufig gewechselt. Eine Siedlung bestand aus etwa 15 Häusern, die in einem Halbkreis angeordnet waren und in jedem Haus lebten von 8 bis 10 Personen, sodass die Siedlung etwa 150 Bewohner hatte. Die Häuser waren rund, mit Gras oder Rohr bedeckt und hatten einen niedrigen Eingang. Jedes Haus hatte einen kleinen Herd in der Mitte, dessen Feuer hauptsächlich zur Beleuchtung diente. Das Feuer wurde mit einem hölzernen Bohrer gezündet und die Bewohner schliefen auf Gras oder Tierfellen.

### Lebensunterhalt
Gejagt wurden Hirsche, Kaninchen, Ratten, Vögel und Schlangen, aber keine Kröten und Eidechsen. Wenn ein Jäger einen Hirsch erlegt hatte, markierte er den Weg vom Tier zurück zum Lager, damit die Frauen den Kadaver ins Lager schaffen konnten. Der Jäger erhielt nur das Fell des Tieres, während der Rest zerlegt und verteilt wurde. Die Jagdwaffen waren Pfeil und Bogen, sowie eine gebogene hölzerne Keule, die als Wanderstock, Waffe und Werkzeug diente und des Nachts immer in Reichweite war. Bei Fackelschein in der Nacht erlegten Männer und Frauen Fische mit Pfeil und Bogen, sie benutzten auch Netze und fingen Fische mit der Hand am überhängenden Flussufer. Im Winter aßen sie verschiedene Arten von Knollen und Wurzeln, besonders die Wurzeln der Agave (Gattung Furcraea). Im Sommer suchten sie die Früchte von Kakteen und Mesquite-Bohnen. Agaven-Blätter wurden zwei Tage lang im Ofen gebacken, die Fasern kaute man, spuckte kleine Stücke davon aus und sammelte und trocknete sie. In Zeiten des Hungers wurden die Stücke zermahlen und gegessen. Die Indianer aßen auch die Blüten der Kakteen, sowie die grünen und reifen Früchte, die frisch oder getrocknet verzehrt wurden. Mequite-Schoten und Bohnen, die es im Überfluss gab, aß man in grünem oder getrockneten Zustand. Die Indianer zermahlten die Bohnen in einem hölzernen Mörser und lagerten das Mehl in Beuteln. Sie kannten auch Salz, das sie ihrer Nahrung hinzufügten und kannten mindestens eine Pflanze, deren Asche sie als Salzersatz nutzten.

### Kleidung
Es gab in Nuevo León bei einzelnen Gruppen überraschende Unterschiede in Kleidung, Haartracht und der Gesichts- und Körperbemalung. Die Männer waren kaum bekleidet, auch nicht am Unterkörper, und Sandalen trug man nur beim Wandern auf dornigem Terrain. Frauen bedeckten den Unterleib mit Gras und darüber manchmal eine Art Hemd aus zwei geschlitzten Tierfellen. Am hinteren Fell wurde ein drittes befestigt, das bis zum Boden reichte und mit einem Saum versehen war. Darin befanden sich Perlen, Muscheln, Tierzähne, Samen und harte Früchte, die beim Ziehen über den Boden Geräusche machten. Männer und Frauen hatten lange Haare, die bis zur Taille herunterfielen und dort mit Lederriemen zusammengehalten wurden. Die Pelone kämmten ihr Haar aus der Stirn und banden es auf dem Kopf zu einem Schopf, um Federn hinein zu stecken. Stäbe und Knochen dienten zur Verzierung von Ohren, Nase und Brust. Die ethnische Identität konnte man an der Art der Tätowierungen im Gesicht und am Körper erkennen. Im Gesicht liefen gerade Linien von der Nasenwurzel über die Stirn nach oben, während der gesamte Körper mit breiten, geraden oder gewellten Linien bedeckt war, vermutlich der Grund für die spanische Bezeichnung.